# Psychotria croceovenosa
Psychotria croceovenosa är en måreväxtart som beskrevs av John Duncan Dwyer. Psychotria croceovenosa ingår i släktet Psychotria och familjen måreväxter. Inga underarter finns listade i Catalogue of Life.